# Ленински съботник
Ленински съботник, или само съботник, е един съботен ден всяка година през април, за извънреден, доброволен и безплатен труд за обществена полза в Съветския съюз и други социалистически страни, включително и България.
През Ленинския съботник обикновено се почистват градинки, улици и обществени места в квартала, засаждат се дръвчета, прекопават се градинки около блока, засаждат се цветя и трева. Обръща се внимание на децата и младежите, които често помагат, да не хвърлят боклук по улиците, да пазят и да не чупят обществената собственост като люлки и дръвчета. Ленинските съботници са полезни както за чистотата и красивия вид на жилищните квартали, така и за възпитанието на младите хора.
Първият съботник в Русия е проведен на 12 април 1919 г., а първият национален – на 1 май 1920 г. В него взима участие самият Владимир Ленин, който почиства развалини в Кремъл.